# Sebastes swifti
Sebastes swifti är en fiskart som först beskrevs av Barton Warren Evermann och Goldsborough, 1907.  Sebastes swifti ingår i släktet Sebastes och familjen kungsfiskar. Inga underarter finns listade i Catalogue of Life.